# 醫院也瘋狂
《醫院也瘋狂》（英文：Crazy Hospital）是由精神科醫師林子堯(雷亞)和漫畫家梁德垣(兩元)共同創作的台灣原創四格漫畫，是台灣第一部本土醫院漫畫。漫畫利用趣味爆笑劇情，教育民眾正確醫學知識、關心社會時事並闡述基層醫護人員的酸甜苦辣為作品特色。第1集漫畫書名為《醫院也瘋狂：一位醫師的爆笑奇幻旅程》榮獲文化部「藝術新秀」，第2集書名為《醫院也瘋狂2：鄉民救世界》。《醫院也瘋狂4》榮獲文化部漫畫最高榮譽-第七屆金漫獎單元漫畫獎首獎，本系列漫畫目前七度榮獲「文化部中小學優良課外讀物」，是寓教於樂和學習醫療知識的優秀漫畫作品，迄2025年已出版到第14集《醫院也瘋狂14:晨光》。

## 故事簡介
故事主人翁是醫院的見習醫學生「雷亞」以及眾多同學們，在虛構的醫院中實習闖蕩，發生一則則有趣爆笑的故事。漫畫中描繪了各科主治醫師、實習醫學生、護理師與病人之間發生的爆笑趣事。

漫畫中除了描繪台灣基層醫療人員的酸甜苦辣與心聲外，內容也闡述了台灣醫病關係的探討、衛教正確醫學知識、和關懷社會時事等內容。

## 登場角色

### 醫學生
雷亞：
故事主人翁，舞劍壇醫院新進醫學生，個性粗枝大葉又很無厘頭。被同學歐君修理、室友LD唾棄、醫院資深護理師教訓是家常便飯，曾因吃到過期食物或其他無厘頭原因數次死亡。
歐羅：
個性豪爽、虎背熊腰，喜歡假面騎士。長年帶著面具，本人曾表示看過他面具下真面目的人好像都無法說話了。
歐君：
火爆小辣椒，聰明伶俐、個性火爆。身材嬌小仍堅持選擇外科，跟刀時被長人陣擋住看不到。本人曾表示與歐羅沒有親戚關係。
政傑：
充滿正義感，生氣時會恐怖變身。曾在急診遇到挑釁的奧客病人時變身。
LD：
精明冷靜，一針見血，總是一副酷臉。雷亞的室友。
龜：
個性溫和，喜歡排球。雷亞的室友。
周哥：
足智多謀，喜歡問機智問答，電腦天才
蘇董：
造型黑白分明，精通情報蒐集。連眼鏡和衣服也做到左黑右白，注意情報八卦卻曾忽略眼前的事情。
皮卡：
羽扇綸巾，風流倜儻，文學造詣高。身材高大，當雷亞想以文筆和身高跟他一較高下時每次都輸了。
月月鳥：
風趣、熱愛羽球又會變魔術，喜歡耳鼻喉科。不在漫畫開頭的人物介紹裡，於第5集初登場。

### 醫院成員
金老大：
院長，喜怒無常，滿口仁義道德卻常壓榨基層醫護人員，口頭禪是「醫德至上」。年輕時是台灣外科名醫。其實是加藤醫師的父親，但因為過去的某些事情導致父子感情破裂，醫院大部分成員並不知道兩人的關係。
丁丁主任：
外科主任，舌燦蓮花、好大喜功。酗酒如命，雖是名醫，有時卻需要加藤醫師收拾殘局。是怕太太俱樂部成員，而老婆是身材高挑的美女這件事，曾令雷亞眾人跌破眼鏡。
崔醫師：
精神科主任，個性沈穩內斂。但面對雷亞的無厘頭問題時，有時會表現出陰沈或者無可奈何的一面。具有看穿人心的蛇眼。
李醫師：
內科主任，喜歡女色。混血金髮帥哥，個性輕佻，但有關心病人和醫療問題的一面。和丁丁主任一樣是怕太太俱樂部成員，常因工作繁重太少回家而令太太不滿。
加藤醫師：
全名是加藤一，外科主治醫師，刀法出神入化，為人低調，總是穿著開刀服。個性幽默風趣，醫學生們喜愛的學長，但進手術房後會性情大變。為了隱瞞自己是金老大的兒子身份因此長年帶著口罩，因過去的事情至今不願意原諒父親。親生母親加藤櫻躺在醫院某個秘密病房，曾在偷偷探望母親時被歐君跟蹤，但其他人都不知道真相。
雅婷：
護理師，心地善良溫柔，喜愛閱讀，熱衷提倡環保。
欣怡：
資深護理師，個性直率不畏惡勢力，打針技巧高超，也是醫院中最常修理雷亞的護理師。
琪琪：
新進護理師，態度高冷，不苟言笑，在意外貌。
蕾雅：（隱藏角色）
真實身份是被欣怡護理師打扮成偽娘的雷亞，被其他人誤解為新來的實習護生，於第5集初登場。
謎零：
神秘醫療器材商，一身黑披風，常會對人推銷販售各種古怪的醫療用品。
楊前顧問：
醫院顧問，常打嘴砲論醫德，言行不一。
龍主任：
急診主任，身懷絕技。在徵選醫學院實習生時，使出絕招吹走歐羅以外的學生，因此只有歐羅得以留在急診
總醫師：
外科總醫師，每個人都忘記他的名字。性格冷酷，視已經是外科主治醫師的學弟加藤醫師為最大競爭對手。
俞醫師：
獸醫師，喜愛動物。登場時忙到不記得電話中媽媽的聲音。
范醫師：
放射科主治醫師，為人和藹可親。會親切回答關於放射科檢查的問題。
羅醫師：
精神科醫師，崇尚佛洛依德的名著「夢的解析」，外號是「睡神」。隨時隨地可以睡，也會在看診時睡著。不在漫畫開頭的人物介紹裡，於第3集初登場，後來因覺得前途渺茫而轉去私人診所。
留醫師：
牙科醫師，看診氣勢驚人，有時負責牙科衛教。不在漫畫開頭的人物介紹裡，於第4集初登場，第5集才揭露名字。
0.6醫師：
神經內科主治醫師，會給醫學生上課，與崔醫師一起登場時通常在解釋【神經科】與【精神科】的不同。不在漫畫開頭的人物介紹裡，於第4集初登場。
康康醫師：
牙科醫師，有吸引病人看診的帥氣，負責牙科衛教。不在漫畫開頭的人物介紹裡，於第5集初登場。
鄭副院長：
傳聞很沒存在感，白髮蒼蒼、有山羊鬍的一位大叔。不在漫畫開頭的人物介紹裡，於第6集初登場，被雷亞他們當成掃地阿伯，第9集起終於有了姓氏。
百珊醫師：
皮膚科主治醫師，醫術精湛，充滿正義感。
張醫師：
婦產科主治醫師，溫柔貼心，善體人意。
小聿醫師：
復健科主治醫師，有天使般的溫柔和治癒能力。
小黃醫師：
新陳代謝科主治醫師，學識淵博，勤於衛教。

### 作者
雷亞(林子堯)：
精神科醫師，熱愛文創，跨界漫畫、動畫、文學、編劇和音樂等。
兩元(梁德垣)：
職業漫畫家，熱愛環保。

### 雷亞診所
婷婷：
雷亞診所櫃台，陽光活潑，活力滿點，不怕蟑螂。
艾珍：
雷亞診所櫃台，活力開朗，護理師兼健身教練。
俊安：
雷亞診所藥師，多才多藝萬事通。

## 獎項榮譽
| 時間   | 獎項                                       |
| 2013年 | 文化部藝術新秀漫畫類                       |
| 2014年 | 台灣漫畫最高榮譽獎【金漫獎】入圍(第1集)    |
| 2014年 | 新北市動漫競賽優選                         |
| 2014年 | 台灣自殺防治宣導漫畫第一名特優             |
| 2014年 | 主體曲榮獲文創之星競賽第三名與最佳人氣獎   |
| 2015年 | 台灣漫畫最高榮譽獎【金漫獎】入圍(第2、3集) |
| 2015年 | 榮獲第37屆中小學優良課外讀物(第一次)       |
| 2015年 | 新北市動漫競賽第二名                       |
| 2016年 | 台灣漫畫最高榮譽獎【金漫獎】首獎(第4集)    |
| 2016年 | 榮獲第38屆中小學優良課外讀物(第二次)       |
| 2017年 | 榮獲第39屆中小學優良課外讀物(第三次)       |
| 2018年 | 榮獲第40屆中小學優良課外讀物(第四次)       |
| 2019年 | 榮獲第41屆中小學優良課外讀物(第五次)       |
| 2021年 | 榮獲第43屆中小學優良課外讀物(第六次)       |
| 2024年 | 榮獲第46屆中小學優良課外讀物(第七次)       |

## 參展紀錄
| 時間   | 展覽活動名稱                   |
| 2014年 | 日本「手塚治虫紀念館」交換創作 |
| 2015年 | 桃園國際動漫展                 |
| 2015年 | 日本東京國際動漫展交流         |
| 2015年 | 桃園藝術新星展                 |
| 2015年 | 亞洲動漫創作展 PF23            |
| 2016年 | 桃園國際動漫展                 |
| 2016年 | 台灣世貿國際書展               |
| 2016年 | 開拓動漫祭FF28                 |
| 2016年 | 法國安古蘭漫畫節作品展出       |
| 2017年 | 開拓動漫祭FF29                 |
| 2017年 | 開拓動漫祭FF30                 |
| 2017年 | 義大利波隆那書展展出           |
| 2019年 | 開拓動漫祭FF33                 |
| 2019年 | 開拓動漫祭FF34                 |
| 2021年 | 開拓動漫祭FF35                 |
| 2022年 | 開拓動漫祭FF38                 |
| 2023年 | 開拓動漫祭FF40                 |
| 2024年 | 開拓動漫祭FF42                 |
| 2024年 | 台北世貿國際書展               |
| 2025年 | 開拓動漫祭FF44                 |

## 發行版本

### 中文版漫畫單行本
| 集數 | 書名                                     | 出版者   | 出版日期   | ISBN               |
| ---- | ---------------------------------------- | -------- | ---------- | ------------------ |
| 1    | 《醫院也瘋狂：一位醫師的奇幻爆笑旅程》   | 林子堯   | 2013年11月 | ISBN 9789574308514 |
| 2    | 《醫院也瘋狂2：鄉民救世界》              | 林子堯   | 2014年05月 | ISBN 9789574313518 |
| 3    | 《醫院也瘋狂3：台灣本土醫院漫畫》        | 大笑文化 | 2014年11月 | ISBN 9789869082020 |
| 4    | 《醫院也瘋狂4》                          | 大笑文化 | 2015年08月 | ISBN 9789869082068 |
| 5    | 《醫院也瘋狂5》                          | 大笑文化 | 2016年05月 | ISBN 9789869082075 |
| 6    | 《醫院也瘋狂6》                          | 大笑文化 | 2017年02月 | ISBN 9789869410816 |
| 7    | 《醫院也瘋狂7》                          | 大笑文化 | 2017年08月 | ISBN 9789869410854 |
| 8    | 《醫院也瘋狂8》                          | 大笑文化 | 2018年03月 | ISBN 9789869572309 |
| 9    | 《醫院也瘋狂9》                          | 大笑文化 | 2019年02月 | ISBN 9789869572354 |
| 10   | 《醫院也瘋狂10》                         | 大笑文化 | 2020年02月 | ISBN 9789869572385 |
| 11   | 《醫院也瘋狂11：新冠病毒COVID-19防疫篇》 | 林子堯   | 2021年10月 | ISBN 9789574390427 |
| 12   | 《醫院也瘋狂12：台灣防疫落幕篇》         | 林子堯   | 2022年12月 | ISBN 9786260106775 |
| 13   | 《醫院也瘋狂13：Best》                   | 林子堯   | 2023年12月 | ISBN 9786260123154 |
| 14   | 《醫院也瘋狂14：晨光》                   | 林子堯   | 2024年12月 | ISBN 9786260136222 |

### 日文版漫畫
| 集數 | 書名                   | 出版者 | 發售日期   | ISBN               |
| ---- | ---------------------- | ------ | ---------- | ------------------ |
| 1    | クレイヅー・木スピタル | 林子堯 | 2014年11月 | ISBN 9789869082037 |

## 動畫、主題曲及相關多媒體
《醫院也瘋狂》發行的動畫包括主題曲、宣傳影片及根據原作單元製作的動畫。另醫院也瘋狂團隊也有為醫療人員和病患製作的各首公益衛教歌曲。

### 主題曲、宣傳影片
| 集數 | 名稱                                                     | 製作       | 發佈日期       | 備註 |
| ---- | -------------------------------------------------------- | ---------- | -------------- | ---- |
| 1    | 【醫院也瘋狂】- 《醫院也瘋狂》第一首同名主題曲(漫畫版MV) | 醫院也瘋狂 | 2013年10月6日  |      |
| 2    | 【醫院鐵金剛】- 《醫院也瘋狂》第二首主題曲               | 醫院也瘋狂 | 2013年11月2日  |      |
| 3    | 【醫院狂想曲】- 《醫院也瘋狂》第三首主題曲               | 醫院也瘋狂 | 2013年11月3日  |      |
| 4    | 【醫院也瘋狂4】宣傳影片                                  | 醫院也瘋狂 | 2015年7月20日  |      |
| 5    | 【醫院也瘋狂】- 《醫院也瘋狂》第一首同名主題曲(動畫版MV) | 醫院也瘋狂 | 2015年12月02日 |      |
| 6    | 【醫狂迎光】- 《醫院也瘋狂》第四首主題曲                 | 醫院也瘋狂 | 2020年01月14日 |      |
| 7    | 【抗疫一心】- 《醫院也瘋狂》第五首主題曲                 | 醫院也瘋狂 | 2021年10月02日 |      |

### 短篇動畫
| 集數 | 名稱           | 製作                  | 發佈日期       | 備註 |
| ---- | -------------- | --------------------- | -------------- | ---- |
| 01   | 急診新制服     | 醫院也瘋狂+無厘頭動畫 | 2013年11月08日 |      |
| 02   | 第四集出版囉   | 醫院也瘋狂+無厘頭動畫 | 2015年07月05日 |      |
| 03   | 臨死願望       | 醫院也瘋狂+無厘頭動畫 | 2015年07月14日 |      |
| 04   | 夫妻吵架       | 醫院也瘋狂+無厘頭動畫 | 2015年07月24日 |      |
| 05   | 醫學生症候群   | 醫院也瘋狂+無厘頭動畫 | 2015年08月07日 |      |
| 06   | 里他爸無腦症   | 醫院也瘋狂+無厘頭動畫 | 2015年08月31日 |      |
| 07   | 桃園特色       | 醫院也瘋狂+無厘頭動畫 | 2015年11月16日 |      |
| 08   | 愛我滴肥油     | 醫院也瘋狂+無厘頭動畫 | 2015年11月18日 |      |
| 09   | 均衡飲食       | 醫院也瘋狂+無厘頭動畫 | 2015年11月23日 |      |
| 10   | 可怕病毒       | 醫院也瘋狂+無厘頭動畫 | 2015年11月25日 |      |
| 11   | 結果不同       | 醫院也瘋狂+無厘頭動畫 | 2015年11月27日 |      |
| 12   | 止痛神技       | 醫院也瘋狂+無厘頭動畫 | 2015年11月30日 |      |
| 13   | 畫龍不成反類犬 | 醫院也瘋狂+無厘頭動畫 | 2015年11月30日 |      |
| 14   | 只做一半       | 醫院也瘋狂+奈櫻       | 2021年07月06日 |      |
| 15   | 如何正確搬東西 | 醫院也瘋狂+奈櫻       | 2021年06月06日 |      |
| 16   | 拖延症候群     | 醫院也瘋狂+奈櫻       | 2021年06月15日 |      |
| 17   | 各科醫師       | 醫院也瘋狂+奈櫻       | 2021年06月14日 |      |
| 18   | 醫師也是人     | 醫院也瘋狂+奈櫻       | 2021年07月30日 |      |
| 19   | 新冠病毒來襲   | 醫院也瘋狂+奈櫻       | 2022年06月05日 |      |
| 20   | 疫情原因       | 醫院也瘋狂+奈櫻       | 2022年06月18日 |      |

### 醫療及公益發聲歌曲
| 集數 | 名稱                                    | 製作 | 發佈日期       | 備註 |
| ---- | --------------------------------------- | ---- | -------------- | ---- |
| 1    | 【精神罪犯】- 為精神疾病患者發聲        | 雷亞 | 2014年02月07日 |      |
| 2    | 【南丁格爾也哭泣之時】- 為護理人員發聲  | 雷亞 | 2014年04月25日 |      |
| 3    | 【躁鬱之殤】-為躁鬱症患者發聲           | 雷亞 | 2014年10月28日 |      |
| 4    | 【強迫症之聲】- 為強迫症患者發聲        | 雷亞 | 2014年08月26日 |      |
| 5    | 【守護台灣這一切】- 為台灣發聲          | 雷亞 | 2016年04月07日 |      |
| 6    | 【抗疫一心】- 為疫情期間醫療人員發聲    | 雷亞 | 2021年10月02日 |      |
| 7    | 【醫護之護】- 為台灣基層醫護人員發聲    | 雷亞 | 2024年03月31日 |      |
| 8    | 【醫護之護2】- 為台灣基層醫護人員發聲   | 雷亞 | 2024年04月06日 |      |
| 9    | 【南丁格爾也哭泣之時2】- 為護理人員發聲 | 雷亞 | 2024年04月20日 |      |
| 10   | 【9915救救醫護】RAP饒舌-為醫療人員發聲  | 雷亞 | 2024年04月20日 |      |

## 外部連結
- 《醫院也瘋狂》官方網站 （页面存档备份，存于）
- 《醫院也瘋狂》臉書粉絲專頁